# Laurence Garnier
Pour les articles homonymes, voir Garnier.
Laurence Garnier, née le 3 avril 1978 à Lille (Nord), est une femme politique française.
Membre de l'UMP puis de LR, elle est sénatrice de la Loire-Atlantique à partir de 2020 et vice-présidente du conseil régional des Pays de la Loire de 2015 à 2020.
Le 21 septembre 2024, elle est nommée secrétaire d'État chargée de la Consommation dans le gouvernement Michel Barnier, après avoir été pressentie au ministère de la Famille.

## Biographie

### Famille et formation
Laurence Garnier est la fille d'une mère juriste et d'un père ingénieur. Elle passe son enfance dans le Val-de-Marne, où elle est élève au lycée Montalembert. Elle est diplômée d'une maîtrise de lettres modernes de l'université Paris Est Créteil et de Sciences Po Paris, en 2001.
Elle est mariée, mère de quatre enfants, et se reconnaît catholique.

### Carrière professionnelle
Laurence Garnier commence sa vie professionnelle chez PSA Peugeot Citroën. Recrutée à la direction des ressources humaines en 2001, elle mène des missions de conduite du changement avant de devenir chef de projet des systèmes d'information (SAP) au service des achats. Elle quitte l’entreprise en 2007.

### Parcours politique
Après plusieurs années d’engagement associatif aux côtés de jeunes en difficulté scolaire et au sein de mouvements de jeunes, elle s’engage en politique au début des années 2000.
En 2004, elle milite activement pour soutenir la candidature de Jacques Myard à la mairie de Maisons-Laffitte.
Elle s’installe en 2005 à Nantes, où elle a un ancrage familial et s’implique davantage dans le monde politique. Elle devient membre de la commission économie et finances de l’association Passion Nantes présidée par François Pinte.
En 2007, elle prend une part dans la campagne des législatives de Sophie Jozan dans la troisième circonscription de la Loire-Atlantique.
Elle est en 9e position sur la liste de Sophie Jozan aux élections municipales de 2008 à Nantes. La liste perd face à celle menée par Jean-Marc Ayrault. Elle devient cependant conseillère municipale.
En 2009 à l’UMP, elle lance le réseau « Interp'elles », qui rassemble des femmes de Loire-Atlantique issues de différentes sensibilités de la droite et du centre, investies dans le monde professionnel, associatif et politique.
En 2012, Laurence Garnier représente l’UMP aux élections législatives dans la deuxième circonscription de la Loire-Atlantique, où elle est battue par Marie-Françoise Clergeau (PS). Elle s'investit durant cette période dans la « Manif pour tous » au niveau local, s’engageant activement contre le mariage pour tous,.
Pour les élections municipales de 2014 à Nantes, l’UMP fait réaliser un sondage pour départager les candidats potentiels, elle arrive alors en tête des sondés ; la commission nationale des investitures lui ouvre la voie en dépit de la candidature de Marie-Anne Montchamp, ancienne ministre de Nicolas Sarkozy. Sa liste est devancée par Johanna Rolland au second tour, obtenant 43,8 % des voix. Elle devient alors conseillère municipale et métropolitaine, ainsi que présidente du groupe des élus de la droite et du centre – ville de Nantes,.
Le mandat de l’opposition menée par Laurence Garnier est notamment marqué par la restauration de la vente du ticket réduit de la TAN, les questions de sécurité et sa défense de l'aéroport Notre-Dame-Landes,. Elle s'exprime également sur les sujets culturels de la ville de Nantes.

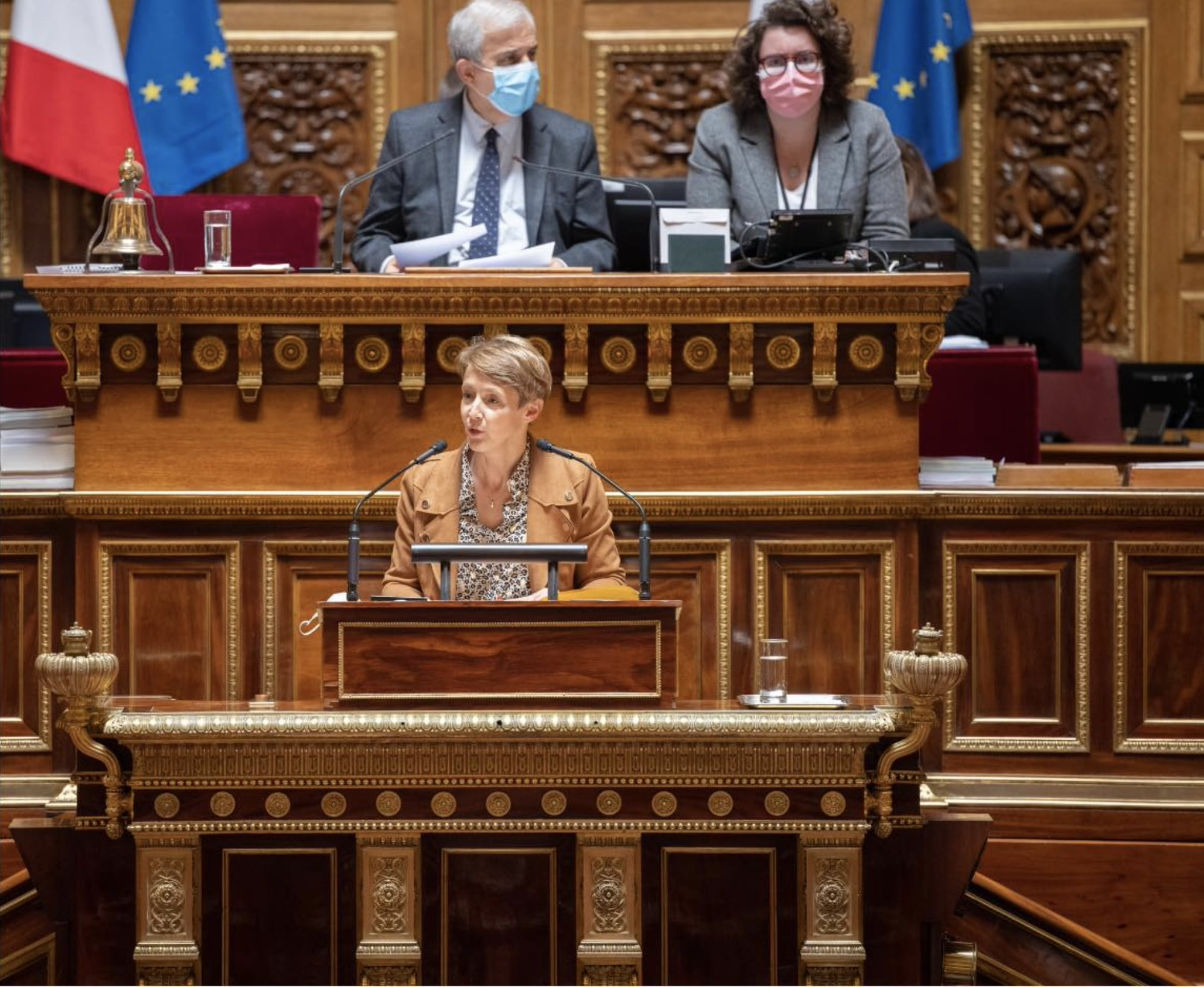
Laurence Garnier intervenant dans l’hémicycle, sur la proposition de loi sur l’égalité professionnelle.

Aux élections régionales de 2015, elle est tête de liste en Loire-Atlantique pour l'union de la droite et du centre. La liste régionale Les Républicains LR-UDI, menée par Bruno Retailleau, remporte les élections. Elle devient 2e vice-présidente de la région Pays de la Loire chargée de la culture, du sport et de la vie associative.
En 2020, elle est tête de liste pour les élections municipales à Nantes. Elle arrive au second tour avec Johanna Rolland (PS) et Valérie Oppelt (LREM). Elle devient conseillère métropolitaine de Nantes, sa liste ayant terminé deuxième avec 27,61 % des voix.
En novembre 2020, elle renonce à son mandat de conseillère régionale pour devenir sénatrice de Loire-Atlantique, en remplacement de Christophe Priou.
Le 24 septembre 2023, elle est réélue sénatrice de la Loire-Atlantique. La liste d'union de la droite et du centre, « À vos côtés pour nos communes ! » remporte 23,3 % des suffrages (soit 699 grands électeurs). Elle siège à la commission de la culture, de l'éducation, de la communication et du sport. Vice-présidente de la délégation aux entreprises, elle est rapporteur du crédit recherche pour le PLF2024. Elle siège également au comité de déontologie parlementaire du Sénat.

## Prises de position

### Droits LGBT+
En 2013, elle s'oppose à la loi ouvrant au mariage entre personnes de même sexe en France, et défile aux côtés de la Manif pour tous,,. En 2016, alors vice-présidente chargée de la culture de la région Pays de la Loire, elle fait voter la suppression de subventions au festival Cinépride de Nantes, en invoquant une promotion de la gestation pour autrui.
En 2021, elle vote contre la proposition de loi visant à rendre délictuelles les thérapies de conversion,.

### IVG
En 2024, elle vote au Congrès contre la constitutionnalisation de l'interruption volontaire de grossesse, affirmant que celle-ci « n’améliorera concrètement la vie d’aucune femme en France » et que les Français « attendent du Gouvernement qu’il s’occupe de redresser notre pays, plutôt que de problèmes qui n’existent pas ».

### Passe sanitaire
Lors de la pandémie de Covid-19, elle vote contre le passe sanitaire tout en défendant la vaccination obligatoire des soignants.

### Élections législatives
Lors des élections législatives de 2024, elle fustige le front républicain, dans lequel elle voit un « exercice, inédit par son ampleur, de confiscation démocratique ». Au lendemain du second tour des élections, elle blâme la décision d'Emmanuel Macron de dissoudre l'Assemblée nationale, en notant que le président « aura réussi l’exploit de dégager une majorité relative de gauche ».

## Synthèse des fonctions et des mandats

### Mandats locaux
- Depuis le 9 mars 2008 : conseillère municipale de Nantes
- 2015-2020 : conseillère régionale des Pays de la Loire
- 2015-2020 : vice-présidente du conseil régional des Pays de la Loire

### Mandat parlementaire
- Depuis le 1er novembre 2020 : sénatrice de la Loire-Atlantique

## Résultats électoraux

### Élections sénatoriales
Les résultats ci-dessous concernent uniquement les élections où elle est tête de liste.
| Année | Partis | Partis                        | Département      | Voix | %     | Rang | Sièges |
| ----- | ------ | ----------------------------- | ---------------- | ---- | ----- | ---- | ------ |
| 2023  |        | Union de la droite (LR - UDI) | Loire-Atlantique | 699  | 23,31 | 2e   | 1 / 5  |

### Élections régionales
Les résultats ci-dessous concernent uniquement les élections où elle est tête de liste départemental.
| Année | Parti | Parti                   | Département      | 1er tour | 1er tour | 1er tour | 2d tour | 2d tour | 2d tour | Sièges obtenus |
| Année | Parti | Parti                   | Département      | Voix     | %        | Rang     | Voix    | %       | Rang    | Sièges obtenus |
| ----- | ----- | ----------------------- | ---------------- | -------- | -------- | -------- | ------- | ------- | ------- | -------------- |
| 2015  |       | LR (UDI-MoDem-CNPT-MPF) | Loire-Atlantique | 137 503  | 29,36    | 2e       | 209 015 | 39,16   | 2e      | 19 / 35        |

### Élections municipales
| Année | Nuance | Nuance      | Commune | Position      | 1er tour | 1er tour | 1er tour | 2d tour | 2d tour | 2d tour | Sièges (CM) |
| Année | Nuance | Nuance      | Commune | Position      | Voix     | %        | Rang     | Voix    | %       | Rang    | Sièges (CM) |
| ----- | ------ | ----------- | ------- | ------------- | -------- | -------- | -------- | ------- | ------- | ------- | ----------- |
| 2014  |        | UMP-UDI-PCD | Nantes  | Tête de liste | 23 244   | 24,16    | 3e       | 40 490  | 43,78   | 2e      | 14 / 65     |
| 2020  |        | LR - UDI    | Nantes  | Tête de liste | 14 437   | 19,93    | 3e       | 15 781  | 27,61   | 2e      | 9 / 65      |

## Pour approfondir